# Liste des centrales électriques en Somalie
Cette page répertorie les centrales électriques en Somalie.

## Thermique
| Centrale thermique                     | Communauté | Coordonnées | Type de carburant | Capacité | Année complétée | Propriétaire              | Remarques    |
| -------------------------------------- | ---------- | ----------- | ----------------- | -------- | --------------- | ------------------------- | ------------ |
| Centrale thermique de Mogadiscio       | Mogadiscio |             | Gas-oil           | 4,5 MW   | 2004            | Somali Energy Company     | Opérationnel |
| Centrale électrique à vapeur de Gesira | Mogadiscio |             | Vapeur            | 30 MW    | 1985            |                           | Hors service |
| Borama Power Station                   | Borama     |             | Gas-oil           | 2 MW     | 2005            | Aloog Electricity Company | Opérationnel |
| Centrale thermique de Kismayo          | Kismayo    |             | Gas-oil           |          |                 |                           | Hors service |
| Centrale électrique de Hargeisa        | Hargeisa   |             | Gas-oil           | 25 MW    |                 |                           | Opérationnel |
| Centrale électrique de Bosaso          | Bosaso     |             | Gas-oil           |          |                 |                           | Opérationnel |
| Centrale électrique de Qardho          | Qardho     |             | Gas-oil           |          |                 |                           | Opérationnel |
| Centrale électrique de Baidoa          | Baidoa     |             | Gas-oil           |          |                 |                           | Hors service |
| Centrale électrique de Hobyo           | Hobyo      |             | Gas-oil           | 2 MW     | 1987            |                           | Hors service |